# Прорва – Толкин – Опорна
Прорва – Толкин – Опорна – газопровід на заході Казахстану, призначений для видачі продукції кількох родовищ.
У 2003 році казахсько-молдавське підприємство «Казполмунай» ввело в дію установку комплексної підготовки газу (УКПГ) на нафтогазоконденсатному родовищі Боранколь. Вона була розрахована на прийом 3 млн м3 на добу, при цьому більшість ресурсу очікували отримувати з нафтогазоконденсатного родовища Толкин, розробка якого стартувала за пару років. В межах проекту спорудили систему трубопроводів, що включає:
- трубопровід довжиною 50 км з діаметром 530 мм від Толкин до Боранколь, по якому перекачується багатий на конденсат сирий газ;
- два газопроводи завдовжки біля двох десятків кілометрів з діаметром 530 (за іншими даними – 420) мм від установки підготовки на Боранколь до компресорної станції Опорна, яка розташована на ділянці Бейнеу – Макат газопроводу Центральна Азія – Центр, що перетинає західні області Казахстану.
В 2010-му через невиконання інвестором своїх зобов’язань Толкин та Боранколь перейшли під управління казахської державної компанії «Казмунайгаз». А в 2017-му належна до останньої компанія «Ембамунайгаз» в межах проекту припинення спалювання попутного газу на Прорвинській групі нафтових родовищ ввела в дію установку комплексної підготовки газу на родовищі Прорва та газопровід Прорва – Толкин довжиною 64 км.
В першій половині 2020-х на тлі збільшення продуктивності УКПГ Прорва виник проект прокладання ще однієї нитки від Толкин до місця врізки у газопровід Центральна Азія – Центр довжиною 76 км з діаметром 273 мм.